# Neapelgult

Glaserad tegelrelief
Processionsgatan i Babylon
c:a 600 f.Kr.

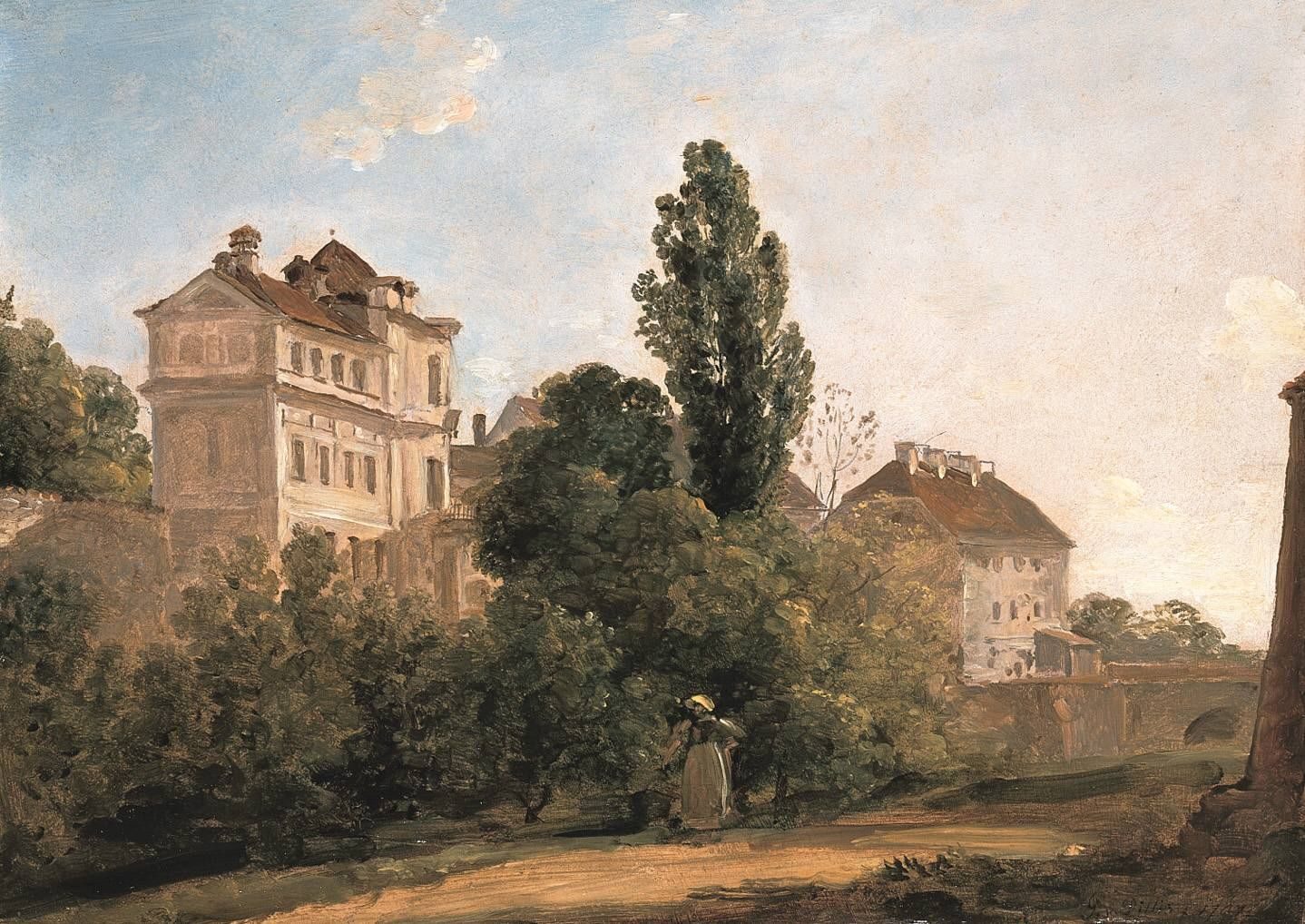
"Trivaschlösschen"
Oljemålning, 19 x 26,5 cm
Johann Georg von Dillis (1797)

Neapelgult, även kallat antimongult, är ett pigment bestående av blyantimonat, med ett färgområde som spänner från citrongult till orangegult. Efter hand som nya pigment och pigmentblandningar ersatt det giftiga blyantimonatet, har namnet Neapelgult istället kommit att användas som beteckning på liknande färgnyanser.

## Blyantimonat
Den exakta sammansättningen varierar med framställningsmetod, och bland beskrivna formler för pigmentet finns Pb3(SbO4)2, Pb(SbO3)2 och Pb2Sb2O7. I den internationella pigmentdatabasen Colour Index är Neapelgult listat som Pigment Yellow 41 (PY41) med nummer 77588 och 77589.
Idag produceras det nästan inte alls. Blyantimonat är giftigt och nu framställs färger med namnet Neapelgult istället med andra pigment i olika blandningar.

## Historia
Neapelgult användes i keramisk glasyr i Babylons tegelreliefer redan på 600-talet f.Kr. Senare användes det även i den europeiska medeltidens, renässansens och barockens majolika och fajans.
Inom konstmåleriet började Neapelgult användas omkring år 1600, och i början av 1700-talet hade det helt ersatt bly-tenngult som gult pigment. Störst användning hade det fram till mitten av 1800-talet, då det började ersättas av nya gula pigment.
Inom byggnadsmåleriet har det främst använts för dekorationsmålning. 
De första exakta recepten för dess framställning lär enl uppgift ha offentliggjorts år 1758. Men den som länge gällt som färgens uppfinnare i den moderna versionen var jesuitpatern och målaren Andrea Pozzo, som år 1702 skulle ha framställt stoffet. 
Pigmentet framställdes en bit in på 1900-talet, men efter hand som nya pigment och pigmentblandningar ersatte blyantimonatet, kom namnet Neapelgult mer att användas som beteckning på liknande färgnyanser.